# Krzyż Honorowy ZHR
Krzyż Honorowy ZHR – odznaczenie ustanowione z okazji 15-lecia powstania ZHR i zatwierdzone uchwałą Naczelnictwa ZHR 165/3 z dnia 10 maja 2005. W 2007 Regulamin Krzyża Honorowego ZHR został zmieniony uchwałą Naczelnictwa ZHR 189/2 z dnia 18 marca 2007.

## Zasady przyznawania
Krzyż Honorowy ZHR przyznawany jest przez Przewodniczącego ZHR na podstawie uchwały Konwentu Krzyża Honorowego ZHR, który stanowią stanowią: Przewodniczący ZHR oraz byli Przewodniczący ZHR, w dwóch kategoriach:
SEMPER FIDELIS – przyznawany szczególnie zasłużonym instruktorkom i instruktorom ZHR,
PRO AMICO – przyznawany wybitnym przyjaciołom ZHR.
Rozpoczęcie procedury związanej z nadaniem Krzyża Honorowego ZHR następuje na podstawie wniosku złożonego wraz z uzasadnieniem. Konwent może zwrócić się do wnioskodawcy o dodatkowe wyjaśnienia (ustne lub pisemne) albo o opinię Zarządu Okręgu ZHR właściwego dla miejsca aktywności kandydata do uhonorowania Krzyżem Honorowym ZHR.
Wnioski o nadanie Krzyża Honorowego ZHR mogą składać: członkowie Naczelnictwa, członkowie Rady Naczelnej, członkinie Głównej Kwatery Harcerek, członkowie Głównej Kwatery
Harcerzy oraz członkowie Konwentu Krzyża Honorowego ZHR.
Uchwały w sprawie nadania Krzyża Honorowego ZHR podejmuje się w dniach: rocznicy powstania ZHR (12 lutego) oraz rocznicy zawierzenia ZHR Matce Bożej (13-15 sierpnia). W uzasadnionych wypadkach Konwent może podjąć uchwałę w sprawie nadania Krzyża
Honorowego ZHR w innym terminie.

## Opis
Krzyż Honorowy ZHR ma postać stylizowanego krzyża harcerskiego, który w ramiona krzyża ma wpisany okrąg z napisem ZHR na górnym półkolu oraz na dolnym półkolu: SEMPER
FIDELIS (w przypadku kategorii Semper Fidelis) lub PRO AMICO (w przypadku kategorii Pro Amico). Po środku okręgu znajduje się wypukła lilijka – logo Związku Harcerstwa Rzeczypospolitej. Krzyż Honorowy ZHR zawieszony jest na wstążce przy pomocy dwóch połączonych ze sobą metalowych kręgów w kolorze srebrnym, z których górny o średnicy 14
mm (mocujący wstążkę) jest zdobiony, zaś dolny o średnicy 5 mm (mocujący Krzyż) jest gładki.
Wstążka służąca do zawieszenia Krzyża Honorowego ZHR ma szerokość 35 mm. Druga strona Krzyża Honorowego ZHR jest gładka i opatrzona numerem. Krzyż Honorowy ZHR wykonany jest ze srebrzonego mosiądzu, zaś przewiązka lilijki –
logo ZHR jest dodatkowo malowana w kolorze biało-czerwonym.